# Ernle Haisley
Ernest Leighton "Ernle" Haisley, né le 20 juin 1937 dans la paroisse de Sainte-Catherine, est un athlète jamaïcain.

## Biographie
Ernle Haisley participe au concours de saut en hauteur masculin aux Jeux olympiques d'été de 1956 à Melbourne, terminant à la 15e place.
Il obtient la médaille d'or en saut en hauteur aux Jeux de l'Empire britannique et du Commonwealth de 1958, la médaille de bronze dans la même épreuve aux Jeux panaméricains de 1959 et aux Jeux d'Amérique centrale et des Caraïbes de 1962.

## Palmarès

### Jeux olympiques d'été
- Jeux olympiques d'été de 1956 de Melbourne ( Australie)
  - 15e au saut en hauteur

### Jeux panaméricains
- Jeux panaméricains de 1959 à Chicago ( États-Unis)
  -  Médaille de bronze au saut en hauteur

### Jeux d'Amérique centrale et des Caraïbes
- Jeux d'Amérique centrale et des Caraïbes de 1962 à Perth ( Australie)
  -  Médaille d'or au saut en hauteur

### Jeux de l'Empire britannique et du Commonwealth
- Jeux de l'Empire britannique et du Commonwealth de 1958 à Cardiff ( Pays de Galles)
  -  Médaille d'or au saut en hauteur